# Digitale Radio VB6015
Digitale radio VB6015 (ook wel genoemd: Radio Vlaams Belang of VB6015 - ZwartOfWit of VB15660 - 15660 kHz is de korte golffrequentie) is een radiostation op Internet en in de ether op de korte golf. De zender is de spreekbuis van de Vlaamse politieke partij Vlaams Belang en opgericht door hun mediaspecialist Jurgen Verstrepen. De zender richt zich op Vlaanderen en Nederland, immers: de partij staat een Heel-Nederland (in feite: een Groot-Nederland) voor.
Omdat het Vlaams Belang zegt nergens vrijuit op een Belgisch massamedium te mogen spreken en het vreest voor een evt. nieuwe vervolging door het Centrum voor Gelijke Kansen en Racismebestrijding is er gezocht naar ruimte op zenders in het buitenland: Jülich in Duitsland en Rampisham in Engeland en later zelfs in Rusland. Binnen de Europese Unie durfde geen enkel land de zender etherruimte te vergunnen om geen diplomatieke rel met België op te lopen.
De zenders die in Rusland stonden zijn eveneens uitgeschakeld en de uitzendingen worden onderzocht.
Momenteel verspreidt hij zijn programma enkel via het internet. In december 2005 heeft Jurgen Verstrepen ook een boete gekregen van € 12.500 van het Vlaams Commissariaat voor de Media, omdat hij zijn radiozender niet zou aangegeven hebben.